# Sankt Sigmund im Sellrain
Sankt Sigmund im Sellrain è un comune austriaco di 169 abitanti nel distretto di Innsbruck-Land, in Tirolo.